# Криспольти, Энрико
Энрико Криспольти (итал. Enrico Crispolti, 18 апреля 1933, Рим, Итальянское королевство — 8 декабря 2018, там же, Италия) — итальянский искусствовед, арт-критик, куратор, писатель, историк искусства. Преподавал в Римской академии изящных искусств в Риме (1966—1973) и в Университете Салерно (1973—1984), с 1984 по 2005 год был профессором истории современного искусства в Сиенском университете и директором школы искусствоведения. Автор каталогов-резоне работ Энрико Бая, Лучо Фонтана и Ренато Гуттузо.

## Выставки
Энрико Криспольти курировал множество выставок и событий современного искусства, в том числе четыре выставки Alternative Attuali в Л’Акуила (1962, 1963, 1965, 1968), три выставки Biennale del metallo и Biennale della ceramica в Губбио (1973, 1974, 1975), 5-ю и 6-ю Biennale d’Arte Sacra в Сан-Габриэле (1992, 1994), IX Biennale internazionale di scultura Città di Carrara в Карраре (1998), а также секции Венецианской биеннале, в том числе Ambiente come sociale (1976), «Новое советское искусство: Неофициальная перспектива» (1977), «Мегаструктурное воображение от футуризма до сегодняшнего дня» (1978), «Декамерон Боккаччо в 100 интерпретациях травления Петру Русу» (1986).
Другие выставки, которые он организовал, включают «Шесть итальянских художников с 1940-х годов по сегодняшний день» (Муниципальная галерея современного искусства, Ареццо, 1967), «Вымышленный органический», «Forte Belvedere, Florence, 1992», «A! Que bien!», Resistes (Galleria Comunale d’Arte Contemporanea, Ареццо, 1994), «Искусство и государство» (Museo Revoltella), Триест и Палаццо делле Альбере, Тренто, 1997), искусство в начале XX века в Маремма (Grosseto, 2006).
Криспольти главным образом занимался футуризмом. Он был куратором первой крупной ретроспективы Джакомо Балла в Civic Gallery of Modern Art в Турине в 1963 году, совместно с Марией Друди Гамбилло, а также крупных обзорных выставок, таких как «Футуризм и мода» (PAC, Милан, 1988); Italiens Moderne: Futurismus und Rationalismus (Фридерицианум в Касселе и IVAM в Валенсии, 1990), «Футуризм» (Токио, Саппоро, Сендас, Оцу, 1992), «Футуристическая реконструкция Вселенной» (Прага, 1994), «Футуризм и юг Италии» (Королевский дворец в Неаполе, 1996), «Великие темы футуризма. 1909—1944 гг.» (Дворец Дожей в Генуе и Фонд Маззотта в Милане, 1998), «Le Futurisme» (Фонд «Эрмитаж», Лозанна, 1998); «Футуризм через Тоскану» (Museo Fattori, Villa Mimbelli, Ливорно, 2000); «Футуризм» (Palazzo delle Esposizioni, Рим, 2001); и «От футуризма до абстракции» (Музей дель Корсо, Рим, 2002).
Он также был куратором нескольких ретроспектив современных художников, в том числе Мауро Реджиани (Galleria Civica d’Arte Moderna, Турин, 1973); Коррадо Кальи (Палаццо-дельи-Анциани, Анкона, 1980, Кастель-дель-Ово, Неаполь, 1982; Magazzini del Sale, Сиена, 1984); Ренато Гуттузо (Реджо-Эмилия, церковь Св. Франциска, Комо, Археологический музей Салерно, 1983); Энрико Прамполини (Palazzo delle Esposizioni, Рим, 1992) и многих других.

## Избранные публикации
| - совместно с Paolo Campilgio, Carriera «barocca» di Fontana. Taccuino critico 1959—2004 e Carteggio 1958—1967, Amedeo Porro Arte Contemporanea e Skira, Milan, 2004 - Mario Ceroli, (Foto 27), Motta, Milan, 2003 - Fathi Hassan, Edizioni Della Rovere, Rome, 2002 - Immaginazione Aurea, Mole Antonelliana, Ancona, 2001 - Kuetani, Kosanji, Temple Museum, Hiroshima, 2000) - L’oggetto Morandi, Cadmio, Florence, 1998 - Come studiare l’arte contemporanea, Donzelli, Rome, 1997 - Relazione conclusiva del Rapporto sul Sistema dell’Arte Moderna e Contemporanea in Toscana, Regione Toscana, Florence, 1996 - (with Mauro Pratesi), La pittura in Italia: Il Novecento 3. Le ultime ricerche, Electa, Milan, 1994 - L’arte del disegno del Novecento italiano Laterza, Rome, 1990 - Confronto Indiscreto, Accademia d’Egitto, Rome, 1988 - Alternative Attuali, L’Aquila 1987 - Storia e critica del Futurismo, Laterza, Rome, 1986 - Il Futurismo e la moda. Balla e gli altri, Marsilio, Venice, 1986 | - I Basaldella: Dino, Mirko, Afro, Casamassima, Udine, 1984) - Renato Guttuso, Giorgio Mondadori, Milan, 1983 - Extra Media. Esperienze attuali di comunicazione estetica, Foto 32, Studio Forma, Turino, 1978 - Arti visive e partecipazione sociale, De Donato, Bari, 1977 - Peter Phillips, Idea, Milan, 1977 - Erotismo nell’arte astratta Celebes, Trapani, 1976 - Sociologia e iconologia del Pop Art, Fiorentino, Naples, 1975 - Lucio Fontana, La Connaissance, Brussels, 1974 - Enrico Baj, Bolaffi, Turin, 1973 - (with Francesco Somaini), Urgenza nella città, Mazzotta, Milan, 1972 - L’Informale. Storia e poetica, Carucci, Assisi-Rome, 1971 - Il mito della macchina e altri temi del Futurismo, Celebes editore, Trapani, 1969 - Ricerche dopo l’Informale, Officina, Rome, 1968 - Il Secondo Futurismo: 5 pittori + 1 scultore, Pozzo, Turin, 1962 |